# Херцогство Монферат
Херцогство Монферат (на италиански: Ducato di Monferrato) е стара италианска държава в Пиемонт, Италия, съществувала между 1574 и 1703 г. То възниква, когато Маркграфство Монферат, което Гулиелмо Гонзага наследява от майка си като имперски феод, е въздигнато в ранг на херцогство. Управлявано от фамилията Гонзага, херцогството играе важна роля в региона до 1703 г., когато преминава към Савойската династия. Неговата територия, разположена в южен Пиемонт, остава известна и до днес като Монферат.

## География
През цялото си съществуване Маркграфството Монферат е било разделено на две големи области: северната, която обхваща територии между днешните провинции Верчели и Торино, и южната, разположена между настоящите провинции АлесандрияАсти и Кунео. Тези две области са били свързани посредством тясна ивица земя, намираща се между общините Асти и Кастело ди Аноне.

## История

### XVII век
Херцогството Монферат е създадено през 1574 г., когато предишният маркиз на Монферат, Гулиелмо Гонзага, получава титлата „херцог“ чрез отстъпка от император Максимилиан II Хабсбург.
През 1612 г. внезапната смърт на Франческо IV Гонзага без преки мъжки наследници оставя неговата дъщеря, Мария Гонзага, като потенциална наследница на Монферат. Това провокира претенции от страна на херцога на Савоя, Карл Емануил I Савойски, баща на съпругата му Маргарита. Въпреки това кардинал Фердинандо Гонзага, брат на Франческо IV, се отказва от духовния си сан, за да стане негов наследник.
Претенциите на Савоя водят до военен конфликт: Карл Емануил нарежда на войските си да окупират Алба, Монкалво и Трино, с което започва Първата война за монфератското наследство. Кралство Франция подкрепя Савоя, а Испания застава на страната на Гонзага. След продължителни сражения войната приключва с Павийския мир през 1617 г., който утвърждава Фердинандо Гонзага като херцог и владетел на Монферат.
Изчезването на фамилията Гонзага през 1627 г. със смъртта на бездетния Винченцо II Гонзага на 25 декември 1627 г. и женитбата на 26 декември 1627 г. на неговата племенница-наследница Мария Гонзага за Карло II Гонзага, поставя началото на Втората война за монфератското наследство. Карло I Гонзага-Невер, потомък на Федерико II Гонзага, наследява както Херцогство Монферат, така и Херцогство Мантуа. Този път Франция застава на страната на Гонзага-Невер, а Испания и Свещената Римска империя, които са нейни противници в Тридесетгодишната война, подкрепят Савоя. Конфликтът приключва през 1631 г. с Договора от Кераско, според който Карло I запазва Монферат, но е принуден да отстъпи Алба и Трино на херцога на Савоя.

### XVIII век
През 1703 г., в разгара на Войната за испанското наследство, император Леополд I Хабсбург обещава Монферат на херцога на Савоя, Виктор Амадей II, в замяна на неговото участие във войната срещу Франция.
През 1707 г. императорската армия окупира херцогството, а на 30 юни 1708 г. Йозеф I Хабсбург официално отнема владението от Гонзага с указ.
С Утрехтския мирен договор през 1713 г. Монферат, след 746 години фактическа независимост, е окончателно анексиран към Савойските държави. Това бележи края на автономията на херцогството и неговото интегриране в териториите на Савоя.

## Херцози на Монферат
Гонзага (1574-1627)
- 1574 – 1587: Гулиелмо (царува от 1550 до 1574 г. като маркграф на Монферат)
- 1587 – 1612: Винченцо I
- 1612: Франческо IV (смъртта му предизвиква Първата война за монфератското наследство)
- 1612 – 1626: Фердинандо
- 1626 – 1627: Винченцо II (смъртта му предизвиква Втората война за монфератското наследство)

Гонзага-Невер (1627-1708)
- 1627 – 1637: Карло I
- 1637 – 1665: Карло II (от 1637 до 1647 г. негов регент е майка му Мария Гонзага)
- 1665 – 1708: Фердинандо Карло (последен херцог на херцогството, което е включено в Савойските държави през 1708 г.)

С придобиването на херцогството от Савойскта династия и след разрешението на императора да използва херцогската титла след Войната за австрийското наследство, титлата става просто почетна и се използва за кадетски принцове по кръв.
Савоя (1762-1799)
- 1762 – 1799: Маврикий Йосиф Мария

Савоя-Каринян (1846 – 1866)
- 1846 – 1866: Отон Евгений Мария